# Дворец Независимости (Минск)
Дворец Независимости (бел. Палац Незалежнасці) — дворец в Минске, официальная резиденция Президента Республики Беларусь. Расположен на проспекте Победителей, рядом с выставочным центром «БелЭкспо» и площадью Государственного флага, недалеко от Парка Победы.
Во Дворце проходят важнейшие государственные мероприятия, начиная от вручения иностранными послами верительных грамот и заканчивая совещаниями глав государств. Дворец Независимости в комплексе с площадью Государственного флага, по словам Александра Лукашенко, призван подчеркивать незыблемость белорусской государственности и независимости.
Общая площадь Дворца Независимости составляет около 50 тыс. м². В нём насчитывается несколько сотен помещений.

## Строительство
Президент Белоруссии Александр Лукашенко опровергал утверждения о том, что это будет новая резиденция главы государства. Однако на поверку здание действительно оказалось резиденцией президента.
А. Лукашенко также говорил, что на здание «не было потрачено ни рубля бюджетных средств». Однако было установлено, что на него выделялись средства из республиканского бюджета и городского бюджета Минска.
Лидер Объединённой гражданской партии Анатолий Лебедько высказал мнение, что на дворец ушли сотни миллионов долларов.
Согласно новостному порталу TUT.BY, укладка паркета в здании российской организацией «Янтарная прядь — паркет» могла обойтись «не в один миллион долларов».
Как отмечали некоторые новостные ресурсы, несмотря на заявленное акцентирование на отечественных производителях, определённые элементы интерьера и декора закупались у лучших иностранных предприятий. Для Дворца Независимости были изготовлены золотые люстры от знаменитой немецкой фабрики Faustig, часть посуды была заказана также у немецкой фирмы Falken-Porzellan, ковры должны были быть обязательно из новозеландской шерсти, предприятий по обработке которой в Беларуси практически нет. Отвечая на критику, архитектор проекта, Владимир Архангельский, отметил, что интерьер в основном состоит из отечественной продукции. Ковры привезены из Бреста и Витебска, люстры — из Лиды. В частности, люстры поставлялись лидским предприятием «Каскад».
Радио «Свобода» отметило, что здание стало 12-й президентской резиденцией.
Архитектор Михаил Пирогов указал на то, что дворец занял часть территории, принадлежавшей ранее водно-зелёному диаметру Минска.
До открытия было сказано, что здание будет открыто для посещений и экскурсий, но по факту оно стало хорошо охраняемым режимным объектом.

## Описание

### Снаружи
Штандарт Президента Республики Беларусь выполнен из специальной особо прочной влагоотталкивающей ткани размером 3,6×3 м, которая не выгорает на солнце. Высота флагштока — 18 м.
Фонтан с разноцветной подсветкой. Его струи образуют геометрические фигуры с разной высотой фонтанирования над уровнем водной глади. Рисунок дна выложен орнаментом с символами единения земли и солнца.
Скульптура «Беларусь гостеприимная» (бел. Беларусь гасцінная; автор проекта — Сергей Бондаренко) олицетворяет образ страны: девушка держит в руках стаю из 7 птиц, которые символизируют 6 областей Республики Беларусь и столицу — город-герой Минск.
Государственный герб Республики Беларусь. Его диаметр — 5,6 м, масса — 1 200 кг.

### Внутри

#### Зал торжественных церемоний
Первая полная копия слуцкого пояса конца XVIII века, сотканная в 2013 году по возрождённой технологии с использованием позолоченных и шёлковых нитей. Масса пояса — 500 г. Подарен в ходе посещения РУП «Слуцкие пояса».
Во времена СССР БССР была награждена двумя орденами Ленина (1935, 1938), орденом Октябрьской Революции (1968) и орденом Дружбы народов (1972).
Панно выполнено в технике «резной левкас», когда стена покрывается резьбой и росписью темперными красками с нанесением воска. В центре композиции, в венце из дубовых листьев — монумент Победы.

## Значимые события

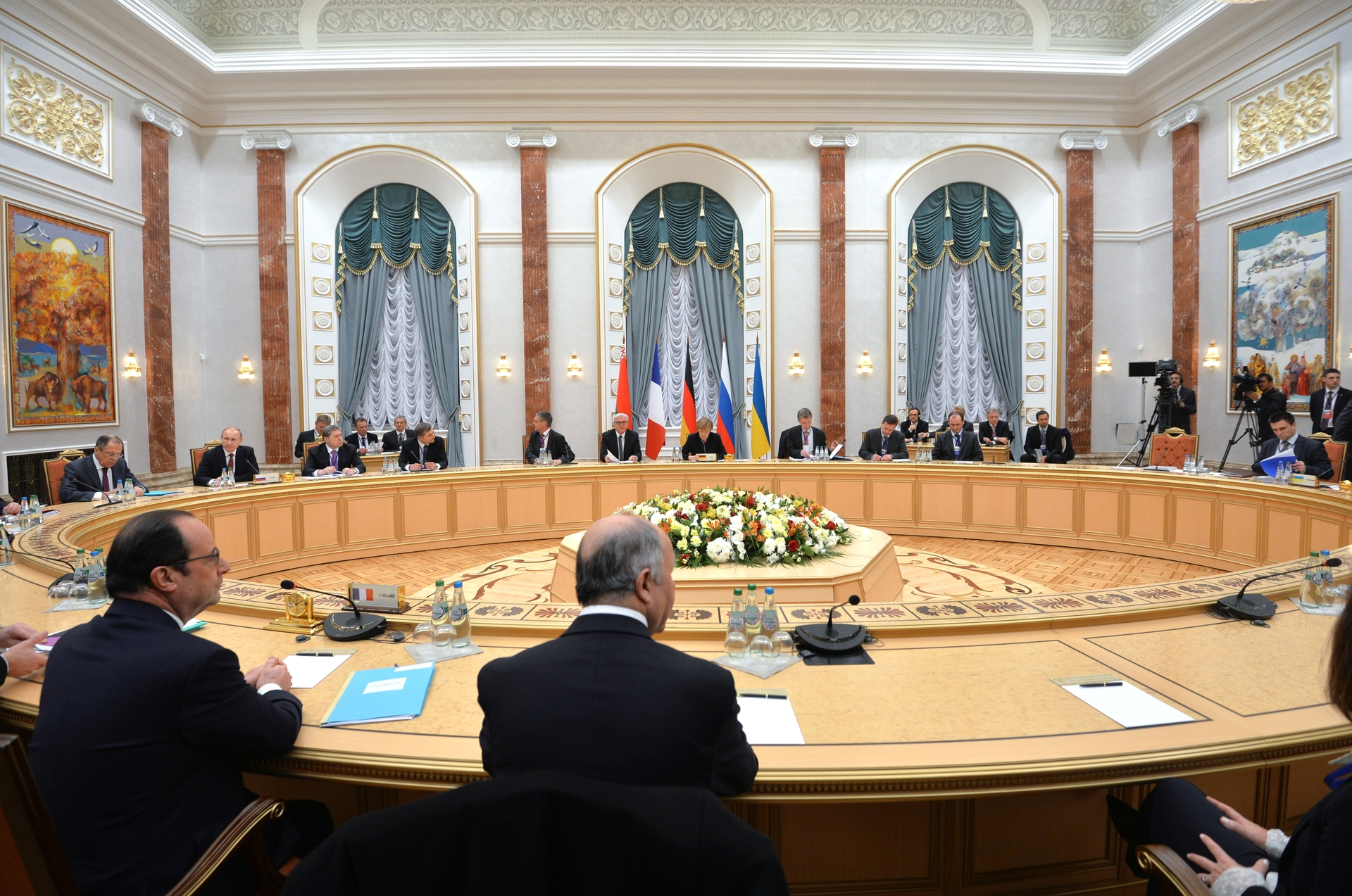
Главы государств за столом переговоров в расширенном формате. Минск. 11 февраля 2015 года

24 октября 2013 года во Дворце Независимости было проведено заседание Высшего Евразийского экономического совета на уровне глав государств, а 25 октября — заседание Совета глав государств СНГ.
Дворец принял участие в конкурсе строительных достижений Минска 2013 года.
25 февраля 2014 года во Дворце Независимости состоялось награждение белорусских спортсменов, принявших участие в Зимних Олимпийских играх в Сочи.
11 и 12 февраля 2015 года во Дворце Независимости прошли 15-часовые переговоры президентов Украины, Франции, России и канцлера Германии по урегулированию кризиса на востоке Украины, по итогам которого было подписано Второе минское соглашение.
6 ноября 2015 года во Дворце Независимости прошла инаугурация Президента Республики Беларусь Александра Лукашенко.
23 августа 2020 года во время акций протеста против правительства Александра Лукашенко часть протестующих прошла мимо стелы по проспекту Победителей в сторону Дворца Независимости. Возле дворца силовики выстроились в сплошную линию обороны; сообщалось о приземлении возле дворца вертолёта (предположительно президентского с бортовым EW 001DA). Через некоторое время почти все протестующие, подошедшие к Дворцу Независимости, развернулись обратно. Позднее было опубликовано видео, на котором Лукашенко выходит из вертолёта в бронежилете и с автоматом в руках, но автомат (вероятнее всего АКС-74У) был без магазина, и, следовательно, не был в состоянии боевой готовности. На протяжении видео Лукашенко сопровождает его младший сын Николай в специальной экипировке, каске и с автоматом, однако о наличии магазина в нём (с учётом низкого качества видео) судить сложно.
23 сентября 2020 года во дворце прошла инаугурация Александра Лукашенко, на которой он тайно вступил в должность президента на шестой президентский срок. Минюст Белоруссии признал законность как инаугурации президента, так и её проведения в соответствии с Конституцией страны.
В интерьере здания, где предусмотрено место для знакомства с культурой, историей и традициями независимой Республики Беларусь, в октябре 2021 года открылась новая экспозиция, посвященная событиям, произошедшим в Минске после президентских выборов 2020 года.